# (434734) 2006 FX
(434734) 2006 FX est un astéroïde Apollon et aréocroiseur découvert le 24 mars 2006 par le Catalina Sky Survey.
Sa distance minimale d'intersection de l'orbite terrestre est de 0,002076 ua soit 310 570 km. Il est classé comme potentiellement dangereux.

## Orbite
(434734) 2006 FX a un périhélie de 0,840 UA et un aphélie de 2,15 UA. Il met 668 jours pour faire le tour du Soleil.

## Passage près de la Terre
(434734) 2006 FX passera à 2 224 500 km de la Terre le 23 mars 2059.